# Lemniscomys mittendorfi
Lemniscomys mittendorfi é uma espécie de roedor da família Muridae.
Apenas pode ser encontrada nos Camarões.
Os seus habitats naturais são: campos rupestres subtropicais ou tropicais.